# Hector Monréal
Pour les articles homonymes, voir Monreal (homonymie).
Joseph Marie Ylpize Rieunier plus connu sous le pseudonyme Hector Monréal, est né à Carcassonne le 17 juillet 1839. Illustrateur, chansonnier et auteur dramatique français, il est mort le 20 mai 1910 à Asnières-sur-Seine.
Il reste essentiellement célèbre pour sa chanson Frou-frou créée en 1897.

## Biographie
Il est né dans le quartier de la Barbacane à Carcassonne, où son père Aubin Rieunier était le directeur de l'école mutuelle communale jusqu'en 1840. Dessinateur au Ministère de la guerre, il quitte cette fonction en 1862 pour s'engager comme acteur au théâtre Montmartre (1862-1864). Il devient ensuite dessinateur au Petit journal où il réalise les pancartes-sommaires affichées chaque matin à la porte du journal. Il se lance alors dans l'écriture théâtrale avec Henri Blondeau. Pendant une quarantaine d'années, leurs pièces seront jouées sur les plus grandes scènes parisiennes du XIXe siècle : Théâtre des Variétés, Théâtre du Château-d'Eau, Théâtre des Folies-Dramatiques etc.
Plusieurs de ses chansons ont été enregistrées et interprétées entre autres par Suzy Delair, Berthe Sylva, Bourvil ou Line Renaud.

## Œuvres
- Les Oranges de mon étagère, chansonnette, musique d'Henri Cellot, 1863
- Ça n'coûte que deux sous ! grrrrande revue du moment déroulée tous les soirs par Heudebert au Café-concert du boulevard du Temple, avec Blondeau, 1865
- Les Garçons charcuitiers !, poésie bachique et mélodique, 1867
- Les Marchands de bois, vaudeville en 1 acte, avec Déaddé Saint-Yves, 1867
- Le Trombonne [sic] guérisseur (chanté dans les concerts de Paris), 1867
- Les Hannetons de l'année, revue en 3 actes et 8 tableaux, dont un prologue, avec Blondeau, 1868
- Tapez-moi là-d'ssus !..., revue en 4 actes et 8 tableaux, dont 1 prologue, avec Blondeau, 1868
- Le rempart de Carcassonne, Vaudeville, 1868
- V'là les bêtises qui recommencent, revue en 4 actes et 8 tableaux, avec Blondeau, 1870
- Qui veut voir la lune ?, revue fantaisie en 3 actes et 8 tableaux, avec Blondeau, 1872
- Paris dans l'eau, vaudeville aquatique en 4 actes, avec Blondeau, 1872
- Une poignée de bêtises, revue en 2 actes et 3 tableaux, avec Blondeau, 1872
- La Veuve Malbrough, opérette en 1 acte, avec Blondeau, 1872
- La Nuit des noces de la Fille Angot, vaudeville en 1 acte, avec Blondeau, 1873
- Les Pommes d'or, opérette féerie en 3 actes et 12 tableaux, avec Blondeau, Henri Chivot et Alfred Duru, 1873
- La Comète à Paris, revue en trois actes et dix tableaux, avec Henri Blondeau, 1874
- Ah ! c'est donc toi Mme la Revue !..., revue en trois actes et dix tableaux, avec Blondeau, 1874
- Pif-Paf, féerie en 5 actes, dont 1 prologue et 20 tableaux, avec Blondeau et Clairville, 1875
- La Revue à la vapeur, actualité parisienne en 1 acte et 3 tableaux, avec Blondeau et Paul Siraudin, 1875
- L'Ami Fritz-Poulet, parodie à la fourchette, mêlée de chansons à boire et à manger, en deux services, deux entremets et un dessert, avec Blondeau, 1876
- Les Environs de Paris, voyage d'agrément en 4 actes et 8 tableaux, avec Blondeau, 1877
- Une nuit de noces, folie-vaudeville en 1 acte, avec Blondeau, 1883
- Au clair de la lune, revue en 4 actes et 8 tableaux, avec Blondeau et Georges Grisier, 1884
- Pêle-mêle gazette, revue en 4 actes et 7 tableaux, avec Blondeau et Grisier, 1885
- La Serinette de Jeannot, vaudeville en 1 acte, avec Blondeau, 1885
- Les Terreurs de Jarnicoton, vaudeville-pantomime en 1 acte, avec Blondeau, 1885
- Paris en général, revue en 4 actes et 10 tableaux, avec Blondeau et Grisier, 1886
- Le Petit Canuchon, vaudeville en 4 actes, avec Grisier, 1886
- Mam'zelle Clochette, vaudeville en 1 acte, avec Blondeau, 1887
- Paris-cancans, revue en 3 actes et 8 tableaux, avec Blondeau, 1887
- La Petite Francillon, petite parodie en 1 petit prologue, 3 petits actes et 2 petits entr'actes, avec Blondeau et Alphonse Lemonnier, 1887
- Paris-boulevard, revue en 3 actes, 8 tableaux, avec Blondeau, 1888
- Paris Exposition, Revue en 3 actes, 9 tableaux, avec Blondeau, 1889
- Paris port de mer, Revue en 3 actes, 7 tableaux, avec Blondeau, 1891
- Les Variétés de l'année, revue en 3 actes et 9 tableaux, avec Blondeau, 1892
- Les Rouengaines de l'année, revue en 3 actes (7 tableaux dont un prologue), avec Ernest Morel, 1893
- La Revue sans gêne, revue en 3 actes, 9 tableaux, avec Blondeau et Alfred Delilia, 1894
- Vive Robinson !, duo sans accords, avec Blondeau et Delilia, musique de Lucien Collin, 1894
- Tout Paris en revue, revue en 3 actes et 9 tableaux, avec Blondeau, 1895
- Une semaine à Paris, revue en 3 actes (11 tableaux), avec Blondeau, 1896
- Paris qui marche, revue en 3 actes, 10 tableaux, avec Blondeau, 1897
- Paris sur scène, revue en 3 actes, 8 tableaux, avec Blondeau, 1897
- Folies-Revue, revue en 3 actes, 9 tableaux, 1898
- Madame Méphisto, pièce à spectacle, en 2 actes et 5 tableaux, avec Blondeau, 1900
- La Nouvelle bonne, vaudeville en 1 acte, 1901
- Paris-joujoux, revue en 2 actes et 6 tableaux, avec Blondeau, 1901
- Le Cirque Ponger's, bouffonnerie à grand spectacle en 1 acte, 1903
- Paris qui chante, revue féerie en deux actes et douze tableaux, avec Blondeau, 1903
- Olympia, revue en 4 tableaux, avec Blondeau, 1903
- On demande une étoile, scènes de la vie de théâtre, avec Blondeau, 1904
- Une affaire arrangée, comédie en 1 acte, avec Ferdinand Bloch, 1909